# نیکولای کروتوف
نیکولای کروتوف (اوکراینی: Микола Федорович Кротов؛ ۱۸۹۸ – ۱۹۷۸) بازیکن فوتبال اهل امپراتوری روسیه بود.
وی همچنین برندهٔ جوایزی همچون مدال دفاع از استالینگراد شده‌است.
از باشگاه‌هایی که در آن بازی کرده‌است می‌توان به باشگاه فوتبال متالیست خارکوف اشاره کرد.
وی همچنین در تیم ملی فوتبال شوروی بازی کرده‌است.